# Pseudogobio banggiangensis
Pseudogobio banggiangensis är en fiskart som beskrevs av Nguyen 2001. Pseudogobio banggiangensis ingår i släktet Pseudogobio och familjen karpfiskar. Inga underarter finns listade i Catalogue of Life.